# Pro Recco

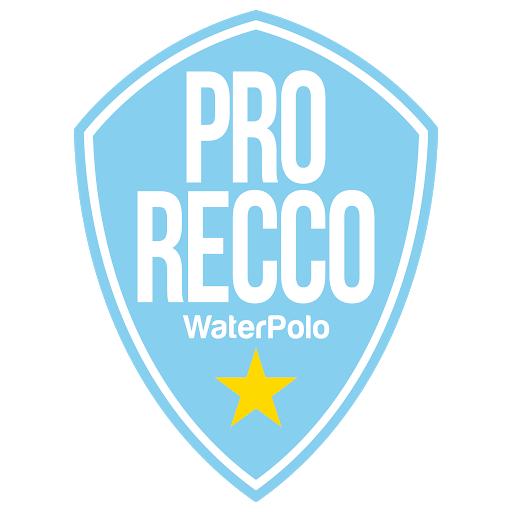
Escudo del club.

El Pro Recco Waterpolo 1913 es un club italiano de waterpolo con sede en la ciudad de Recco (Génova), en Liguria. Es el club de waterpolo más titulado del mundo.

## Historia
El club fue fundado en 1913 como Rari Nantes Enotria.
Entre los deportistas destacados que jugaron en sus filas están Tibor Benedek, Alessandro Calcaterra, Marco D’Altrui, Gonzalo Echenique, Filip Filipović, Tamás Kásás, Gianni Lonzi, Mario Majoni, Guillermo Molina, Gueorgui Mshvenieradze, Slobodan Nikić, Felipe Perrone, Duško Pijetlović, Eraldo Pizzo, Andrija Prlainović, Jesús Rollán Dejan Savić, István Szívós, Stefano Tempesti y Vanja Udovičić.

## Palmarés

### Equipo masculino
- 35 veces campeón del campeonato de Italia de waterpolo masculino: 1959, 1960, 1961, 1962, 1964, 1965, 1966, 1967, 1968, 1969, 1970, 1971, 1972, 1974, 1978, 1982, 1983, 1984, 2002, 2006, 2007, 2008, 2009, 2010, 2011, 2012, 2013, 2014, 2015, 2016, 2017, 2018, 2019, 2022, 2023
- 17 veces campeón de la copa de Italia de waterpolo masculino: 1974, 2006, 2007, 2008, 2009, 2010, 2011, 2013, 2014, 2015, 2016, 2017, 2018, 2019, 2021
- 11 veces campeón de la Copa de Europa de waterpolo masculino: 1965, 1984, 2003, 2007, 2008, 2010, 2012, 2015, 2021, 2022, 2023
- 8 veces campeón de la Supercopa de Europa de waterpolo masculino: 2003, 2007, 2008, 2010, 2012, 2015, 2021, 2022
- 1 vez campeón de la Liga adriática de waterpolo masculino: 2012

### Equipo femenino
- 1 vez campeón del campeonato de Italia de waterpolo femenino: 2012
- 1 vez campeón de la Euroliga de waterpolo femenino: 2012
- 1 vez campeón de la Copa LEN de waterpolo femenino: 2011
- 1 vez campeón de la supercopa de Europa de waterpolo femenino: 2011